# Allanovy sestry
Sestry Allanovy nebo Allanovy sestry bylo ženské vokální trio působící v čtyřicátých letech 20. století.
V roce 1940 trio založily tři členky Kühnova pěveckého sboru: Jiřina Salačová, Věra Kočvarová a Radka Hlavsová. Inspirovaly se americkými Boswell Sisters či Andrews Sisters. Název Allanovy sestry vznikl podle pseudonymu Allan skladatele Alfonse Jindry. Pro první nahrávky pro gramofonovou firmu Esta, kde natočily několik nahrávek, jak sólových, tak i s kmenovým zpěvákem firmy Esta Josefem M. Kamenickým přijaly jméno Tři pražská děvčátka. Svůj název si Allanovy sestry zvolily podle občanského jména skladatele Alfonse Jindry (ALfons LANger = Allan), jehož píseň Koncert nemluvňat (společně s Arnoštem Kavkou) natočily jako svoji první nahrávku s orchestrem Karla Vlacha.
Začínaly v kabaretu Červená sedma, kde je objevil Karel Vlach. Vystupovaly s orchestrem Karla Vlacha, s Melody Boys R. A. Dvorského a samostatně s klavíristou Leopoldem Korbařem. Allanovy sestry se také podílely na inscenaci muzikálu Divotvorný hrnec.

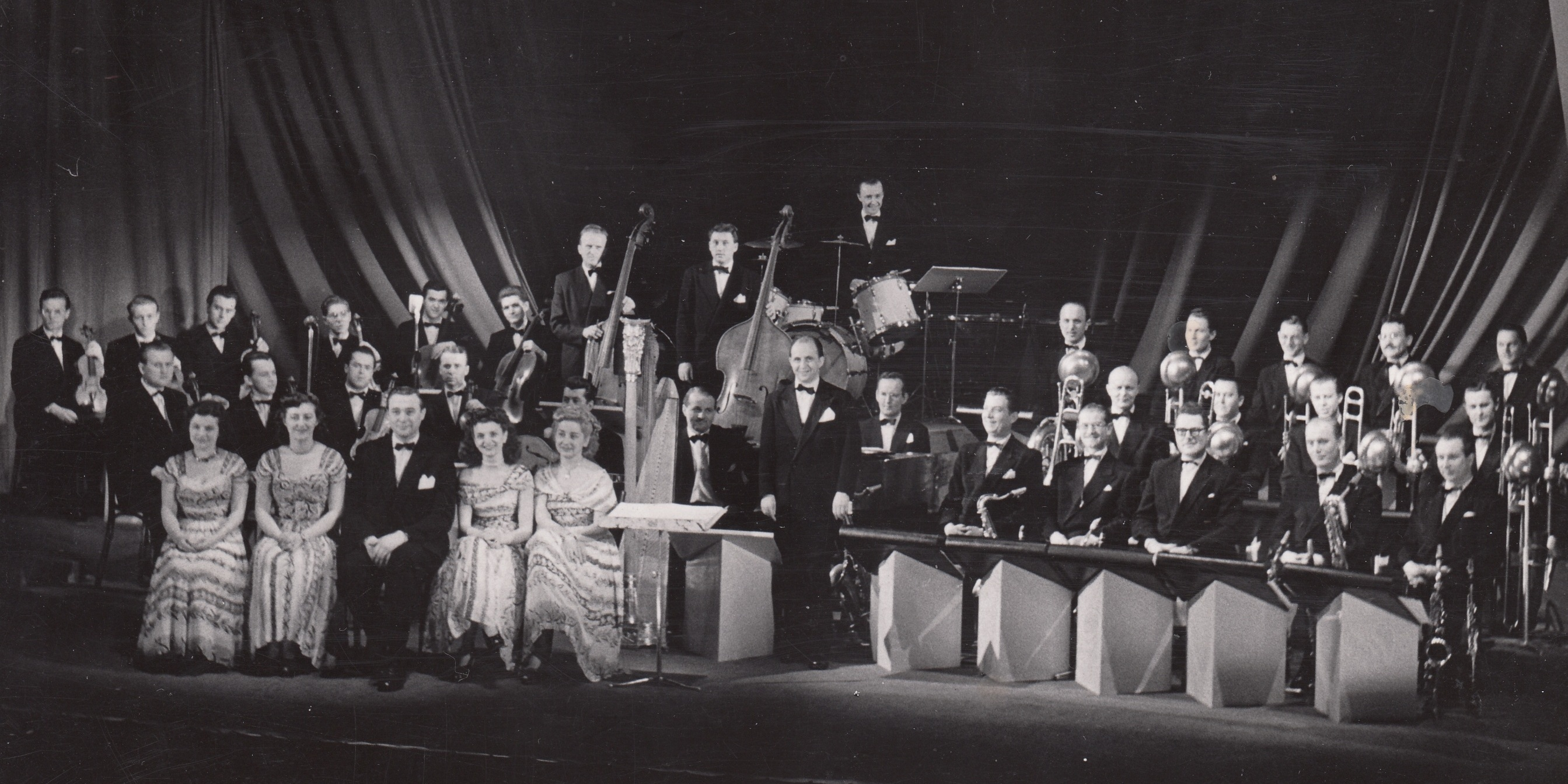
Orchestr Karla Vlacha se sestrami Allanovými, asi 1948

Po skončení války se trio rozšířilo na kvartet a soubor vystupoval v obsazení: Jiřina Salačová, Máša Horová, Věra Kočvarová, Božena Portová. V letech 1946–1948 zpívala v kvartetu také Věra Holotíková (později Holotíková-Krumniklová). V té době nahrávaly na gramodesky jak sólově (Země zpěvu, Svět je veselý, Za modrým obzorem) či doprovázely např. Václava Irmanova (Sweet and Lovely; Straighten up and fly Right), vše stále za spolupráce s orchestrem Karla Vlacha. Po příchodu Rudolfa Cortése na místo stálého zpěváka do Vlachova orchestru v roce 1948 začaly doprovázet i jeho, zvláště populárními se staly koncem čtyřicátých let Písnička o Číňánkovi či Starý mlýn. V té době se vzdala své kariéry Jiřina Salačová a na její místo přišla Blažena Lázničková. V této sestavě soubor vydržel až do roku 1955, kdy se rozešel, Věra Kočvarová a Blažena Lázničková zpívaly necelé tři roky ještě ve Vokálním kvintetu Vlachova orchestru, který založil a vedl Lubomír Pánek. Toto uskupení se později stalo základem slavného Vokálního souboru Lubomíra Pánka, později s Pánkovci spolupracovala i Jiřina Salačová. Naposled se soubor sešel v roce 1967 při natáčení Podskalského komedie Ta naše písnička česká. Poslední žijící členkou byla Věra Holotíková (1924–2018).

## Diskografie
- 1954 Milion – Allanovy sestry a Rudolf Cortés/Uspávanka – Oldřich Nový – Supraphon 51576-M, SP
- 1955 Tak jako sen – Allanovy sestry – Supraphon 51591-M,
- 1955 Písnička na pozdrav – Allanovy sestry (Karel Vlach se svým orchestrem, foxtrot)/Zůstaň se mnou – Rudolf Cortés – Supraphon 51608-M, SP
- 1984 My tři – Allanovy sestry – Supraphon 1013 3519 H, LP, (Nahrávky 1941 – 1945)
- 2008 Mezi pěti linkami – Allanovy sestry – Radioservis CR0422-2, EAN 8590236042223, CD[4]